# Condado de Warren (Illinois)
O Condado de Warren é um dos 102 condados do Estado americano de Illinois. A sede do condado é Monmouth, e sua maior cidade é Monmouth. O condado possui uma área de 1 407 km² (dos quais 2 km² estão cobertos por água), uma população de 18 735 habitantes, e uma densidade populacional de 13 hab/km² (segundo o censo nacional de 2000). O condado foi fundado em 13 de janeiro de 1825.